# Сато, Котоку

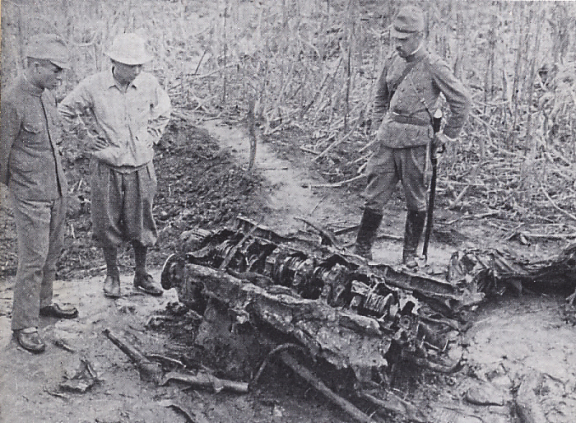
Сато (справа) осматривает сбитый, во время боёв у озера Хасан советский самолёт

 Котоку Сато  (яп. 佐藤 幸徳 Сато: Ко:току, 5 марта 1893 — 26 февраля 1959) — генерал-лейтенант Императорской армии Японии во время Второй мировой войны. Участник боёв у озера Хасан на советско-манчжурской границе в конце июля начале августа 1938 года и боёв на Халхин-Голе 1939 года.

## Биография
Сато родился в 1893 году в префектуре Ямагата. В 1913 году он поступил в Токийскую Военную академию Императорской армии Японии. Ему было присвоено звание лейтенанта.
В 1921 году он поступает в Высшую военную академию Императорской армии Японии. С 1932 по 1934 в чине полковника командует 11-м пехотным полком.
С 1934 по 1937 он служит в штабе 6-й дивизии. С 1937 по 1938 годы командует 75-м полком 19-й пехотной дивизии и в этом качестве участвует в боях на озере Хасан.
В 1939 году в звании генерал-майора командует 2-м сектором 8-го приграничного гарнизона в Хайларе под началом командира 23-й пехотной дивизии Мититаро Комацубары. Заменил Комацубару после его отставки с поста командующего 23-й пехотной дивизии.
В 1941 году был прикомандирован к 54-й пехотной дивизии. Назначен начальником отдела военного министерства 54-й дивизии. Затем командует 67-й смешанной бригадой.
В марте 1943 года после присвоения чина генерал-лейтенанта назначен командиром 31-й дивизии в составе 15-й армии под командованием Рэнъи Мутагути на Бирманском фронте. Во время наступления на Импхал его дивизия не смогла выполнить поставленную командованием 15-й армии задачу.
В мае 1944 в частях дивизии из за отсутствия поставок продовольствия начался голод. Сато выступил с критикой действий Мутагути и отвёл свои части с фронта.
4 июля 1944 года Сато был снят с должности за неподчинение приказам и невыполнение поставленной задачи. Командующий 14-й британской армией Уильям Слим позднее называл действия Сато отсутствием мужества и моральной стойкости.
По прибытии в штаб Бирманского фронта Сато был предложен завёрнутый в белую ткань меч для сеппуку, но он отверг это предложение и потребовал военно-полевого суда для разоблачения некомпетентности Мутагути. Он заявил, что «командование 15-й армией имеет меньше понимания тактики, чем курсанты». Но командующий Бирманским фронтом Масакадзу Кавабэ отказал ему. Сато был объявлен душевнобольным и вынужден уйти в отставку 23 ноября 1944 года. Вновь призван в армию в конце 1944 года. Прикомандирован к штаб-квартире 16-й армии, которая в 1945 году стала именоваться армией Северо-Восточного округа.
После капитуляции Японии занимался поддержкой бывших коллег и сбором средств на воздвижение памятника павшим в битве за Импхал в городе Мацуяма префектуры Эхимэ и в городе Сёнай префектуры Ямагата.